# Linda Sembrant
 (août 2016).
Linda Sembrant, née le 15 mai 1987 à Uppsala, est une footballeuse internationale suédoise. Elle évolue au poste de défenseure.

## Carrière
Elle fait partie de l'équipe suédoise terminant troisième de la Coupe du monde féminine de football 2019.